# Детали (ток-шоу)
«Дета́ли» — телевизионная программа в жанре «интервью с известными людьми», выходившая 5 лет (2002—2007) на СТС. Ведущая программы — Тина Канделаки. К ней на передачу приходили гости, вызывавшие интерес у российского телезрителя. Вскоре на СТС появились «Истории в деталях» и «Кино в деталях», которые продолжили тематику подробного разбора той или иной темы. С осени 2006 года программа выходила в прямом эфире и стала интерактивной — любой желающий мог позвонить по телефону в студию программы и задать вопрос гостю.
С 5 января по 31 декабря 2004 года выходила программа «Детали утром», которую вели Саша Маркво и Настя Чухрай, а обычный выпуск выходил по будням ночью.
В октябре-декабре 2007 года передачу вместе с Тиной Канделаки также вели Рената Литвинова (по вторникам) и Кирилл Серебренников (по средам).

## История
Производством первого варианта программы, выходившего с сентября по декабрь 2002 года, занималась телекомпания ВИD. Затем программа ушла на доработку и вернулась в эфир уже только в 2003 году.
Как утверждает тогдашний генеральный директор СТС и создатель программы Александр Роднянский, Тина Канделаки и Саша Маркво вошли в число ведущих программы благодаря продюсеру канала Александру Цекало, однако Маркво не особо была увлечена телевидением, в то время как Канделаки с первых дней работы стремилась стать самой популярной ведущей страны. По словам Канделаки, Цекало приметил её благодаря радиопрограммам с её участием, которые он слушал.
В 2004 году производством программы стала заниматься телекомпания Натальи Билан и Марго Кржижевской «MB-group», поскольку, по словам Билан, предыдущие производители шоу («Видеофильм») не могли найти общий язык с Тиной Канделаки, считая её бесперспективной. По словам журналиста Сергея Майорова, Билан не только являлась продюсером проекта, но и диктовала Канделаки через наушник вопросы, которые та задавала гостям.
В ноябре 2006 года Тина Канделаки стала лауреатом премии ТЭФИ в номинации «Ведущий ток-шоу» именно благодаря этой телепередаче.
В первой половине 2007 года программа исчезла из эфира СТС из-за низких рейтингов последних выпусков. Причина понижения рейтингов — необновляемость формата. Кроме того упоминалось, что за четыре года существования программы Канделаки успела поговорить практически со всеми возможными гостями. При этом в программу никогда не приглашались политики (за исключением лиц, которые впоследствии перешли в политику или же ушли из неё) — в соответствии с аполитичной концепцией вещания СТС.
Летом 2007 года программа вышла в обновлённом формате, Тина Канделаки её стала вести вместе с Ренатой Литвиновой и Кириллом Серебренниковым: Канделаки брала интервью у звёзд шоу-бизнеса, Серебренников — у художников-авангардистов и представителей андеграунда, к Литвиновой же в гости приходили театральные знаменитости. Однако, этот формат не показал большого зрительского интереса, и после новогодних праздников 2008 года программа была окончательно закрыта.

## Региональные версии
Программа «Детали» имела экспансию в регионы. В частности на «СТС-Петербург» выходила программа «Детали» с информационным уклоном. Ведущие — Юлиан Макаров, Алексей Фалилеев, Сергей Елгазин, Анна Борисова, Александра Емельянова. Аналогичные программы выходили в Тольятти, Казани и Владивостоке. Также телепередача показывалась на украинском телеканале ТЕТ.

## Гости передачи
Гостями в разное время были:
- Дмитрий Пучков (Гоблин) (2003)
- Катя Лель (2003)
- Иван Шаповалов (2003)
- Линда (2004)
- Ирина Аллегрова (2004)
- Светлана Мастеркова (2004)
- Авраам Руссо
- t.A.T.u. (2005)